# Скригунець Василь Миколайович
Василь Миколайович Скригунець (псевдо: «Гамалія»; 1893, Стопчатів, Печеніжинський повіт, Королівство Галичини та Володимирії — 15 травня 1948; Верхній Березів, Косівський район, УРСР) — командир сотні «Черемош» (1944—1945,), заступник шефа зв'язку Коломийського окружного проводу ОУН, сотник УПА.

## Життєпис

Група повстанців з ТВ-21 «Гуцульщина». Зліва направо: Назарій Данилюк («Перебийніс»); сотник Іван Дмитрович Кулик («Сірий»); Василь Скригунець («Гамалія»); сотник Петро Мельник «Хмара» (командир ТВ-21 «Гуцульщина»); Микола Харук («Вихор»), командир сотні ім. І. Богуна

Народився 1893 року в селі Стопчатів Косівського повіту Станиславівського воєводства.
Воював у складі Легіону Українських січових стрільців. Як старшина створеного в Коломиї Гуцульського куреня УГА під орудою Гриця Голинського пройшов з боями від Львова до Києва і Одеси, хоробро й завзято бився з польськими окупантами, з московитами червоними й білими.
Після програних перших українських національно-визвольних змагань Василь Скригунець боротьбу не припинив, вступив до Української військової організації, став членом ОУН 1929 року. Вищу освіту здобував у Празькому вільному університеті.
1943 року вишколював у рідних Карпатах стрільців у таборі УНС. 1944 року 51-річний український старшина створив і очолив сотню важких скорострілів «Черемош», яка ввійшла до складу куреня «Гуцульський» під орудою командира «Книша» — Дмитра Горнякевича. Через рік «Гамалія» передав сотню молодому командирові з Жаб'я «Чабанові» — Іванові Скульському, а сам посів вельми відповідальний пост заступника шефа зв'язку Коломийського окружного проводу ОУН.

## Обставини загибелі
Загинув Василь Скригунець у неділю вранці, 15 травня 1948 року в криївці на Щербаковій подині, що біля села Верхній Березів Косівського району. З криївки вийшов з піднятими руками «Ганджа», але несподівано вихопив зброю і застрелив одного чекіста. Сам, скошений кулями, скотився до потічка. За ним спробував вихопитися нагору «Грізний», але був убитий, коли висунувся з люка, і провалився назад під землю. Цілий день чекісти викурювали з бункерів повстанців димовими шашками, пропонували здатися, виходити нагору без зброї з піднятими руками. Але відповіді не було. Під вечір підняли люк криївки. На верхніх нарах лежав «Гамалія», на його грудях був пістолет, на нижніх нарах лежав «Зірка», а неподалік — «Стародуб». Потрапити до рук ворога живими повстанці не захотіли і застрелилися.
В оточеній чекістами лісовій криївці разом з командиром «Гамалією» загинули повстанці: «Грізний» — Дмитро Негрич, боївкарем березівської боївки, «Стародуб» — Микола Арсенич, членом ОУН з 1937 року, станичний Нижнього Березова, «Ганжа» — Петро Скільський станичний Вижнього Березова, «Зірка» — Іван Урбанович. Там загинула і Марія Симчич — дружина повстанця з Вижнього Березова «Карпа». Тіла вбитих більшовики відвезли до Яблунева.

## Нагороди
- Згідно з Виказом відзначених крайового військового штабу УПА-Захід від 1.09.1946 р. командир сотні УПА «Черемош» куреня «Гуцульський» Василь Скригунець — «Гамалія» нагороджений Бронзовим хрестом бойової заслуги УПА.
- Згідно з параграфом «Б» пункту ІІ Наказу Головного військового штабу УПА ч. 2/47 від 2.09.1947 р. заступник референта зв'язку Коломийського окружного проводу ОУН Василь Скригунець — «Гамалія» нагороджений Бронзовим хрестом заслуги УПА.

## Вшанування пам'яті
3 червня 2012 року, біля Будинку культури, у селі Стопчатів урочисто було відкрито пам'ятника Василеві Скригунцю «Гамалії» (скульптор Роман Захарчук).